# Палиндроми
Палиндроми (од грч. πάλιν (palin): натраг, опет, поново + грч. δρóμος (dromos): правац, пут, смер; трчање, трка, тркалиште, тркачка стаза = грч. παλινδρομος (palindromos): који се враћа, повратан) су речи, изрази, реченице, бројеви или други низови знакова и симбола (и од њих сачињене веће целине) који имају одређено значење било да се читају унапред, било уназад (нпр. „поп“, „сив вис“; „3“, „1001“, „123“, „1+1“; хемијска ознака „С-С“; логички закон „А=А“…), односно одоздо и одозго (нпр. „69“, „оно“, „сос“). 

Реч „палиндром“ први је употребио енглески писац Бен Џонсон око 1600. године, а судећи према речнику „Мирјам-Вебстер“, она је унета у енглески језик око 1629. године. 

## Основна подела
С обзиром на форму у којој се јављају палиндроми се сврставају у две засебне групе, групу „једносмерних“ („једноличних“, „правих“) палиндрома и у новије време прихваћену групу „двосмерних“ („дволичних“, „анаграмских“) палиндрома. Групу „једносмерних“ палиндрома чине низови знакова који се јављају у истој форми, исто гласе и имају иста значења када се читају и слева надесно и здесна налево („потоп“, „1991“ и сл.), односно и према горе и према доле („1961“, латинично „pod“). У групу „двосмерних“ палиндрома спадају низови знакова који се приликом двосмерног читања испољавају у двојакој форми, различито гласе и имају друкчија значења било да се читају од напред, било од назад („дан“ – „над“, „609 - 906“ итд), односно када се читају одозго и одоздо (латинично „nus - snu“, „606 - 909“ итд). 

## Слоговни палиндроми и палиндроми речи
Палиндромима се називају и речи, изрази и реченице који донекле одступају од традиционалног значења дефиниције ове форме. Пре свих, то су звучни или слоговни палиндроми који, уместо да се ослањају на визуелну симетрију знакова унутар неког израза, своју форму остварују путем обратног слушања слогова тог израза. Уместо правила „слово за слово“ овде важи правило „слог за слог“ према коме су палиндроми речи попут „нема мане“, „сам нисам“ и сл. 
Други вид одступања од традиционалне дефиниције палиндрома је тзв. палиндром речи (израза или реченица) или палинграм, код кога се уместо слова, унатраг читају читаве речи, изрази, стихови или реченице, односно важи правило „реч за реч“: „Он ли је, је ли он?“, „никад за никад“ и сл. Речи српскога језика јављају се у форми палиндрома у готово свим граматичким облицима, у зависности од начина њихове творбе и граматичких особина. 

## Најдуже палиндромне речи у српском језику
Палиндромима се код нас највише бавио енигмата Ђуро Кнежевић (Нови Козарци, 1948. – Српска Црња, 1998), један од најбољих састављача анаграма у бившој Југославији. Кнежевићу се приписује један од најдужих српских палиндрома „екстрапопартске“, а аутор је и два новинска чланка о палиндромима.
Најдужа до сада пронађена палиндромна реч са одређеном смислом је придев од седамнаест словних знакова: „интертропортретни*“, који се налази између три портрета. Следе: „ексмалајаламске*“, које су припадале Малајаламу, које су произишле из Малајалама [1. један од дравидских језика; 2. назив једне од већих филмских индустрија у Индији]; „говоробрборовог*“ говоробрбор* м, брбор (= брбот) који се чује при говору када у устима има воде; „говороврворовог*“ [говороврвор* м, говор који подсећа на птичији жамор, цвркут]; „говоромрморовог*“; „говорозазоровог*“ [говорозазор* м, 1. зазирање од говора, говорења, срам, стид, срамота коју неко има од говора или при говорењу. 2. стрепња од говора, говорења; дивљење које код некога изазива говор, говорење]; „говоротуторовог*“ [говоротутор* м, тутор, старатељ задужен за вежбање говора].

## Изрази
Најстарије примере израза налазимо у античкој Грчкој, где се као први писци палиндрома наводе припадници александријске школе, подругљиви песник Сотад (Sotades Maronealaista, 275. п. н. е.) из Александрије и његови следбеници „Сотадисти“. 
1. грчки: Νίψον ἀνομήματα μὴ μόναν ὄψιν („сперите своје грехе, а не само своје лице.“)
2. латински: „In girum imus nocte et consumimur igni“ („Врзмамо се около ноћу и изгарамо од ватре“)
3. енглески: „Madam, I'm Adam!“ ("Госпођо, ја сам Адам.")
4. француски: „Bon sport, trop snob.“ („Добар спорт, за снобове.“)
5. италијански: „Ai lati d'Italia.“ („На границама Италије.“)
6. шпански: „No sap pas on.“ („Он не зна где.“)
7. немачки: „Ein Esel lese nie.“ („Магарац никада не би требало да чита.“)
8. фински: „Asko anna oksa!” („Аско, уђи у кокошињац!“)
9. мађарски: „Erőszakos kannak sok a szőre“ („Агресивни мушкарци имају много косе“)
10. пољски: „Ej, i po pracy Car popije“ („После посла чак и цар попије.“)
11. словеначки: „Ema, zakaj ni vinjaka zame?“ („Ема, зашто нема вињака за мене?“)
12. руски: „А роза упала на лапу Азора.“ („А ружа је пала на Азорову шапу.“)
13. украјински: „Козак з казок.“ („Козак из бајки.“)
14. белоруски: „Мала кашы шакалам.“ („Нема довољно каше за слуге.“)
15. бугарски: „Нещо метълът е мощен.“ („Метал музика је моћна.“)

### Палиндроми са подручја Југославије
- А ви пушачи би чашу пива! (Зоран Радисављевић)
- А мене ни догодине нема.
- А мене ту ни минуте нема.
- А ту, под морање, макар и полагано, она галопира камењаром до пута. (Иван Клајн)
- Ако си висине Нинине, ниси висока.
- Ана воли Милована. (Мирослав Вукелић „Месалов")
- Ана набра пар банана.
- Ања воли миловања.
- Арома са мора.
- Борисе, јеси роб! (Далибор Дрекић)
- Гола ми леже Нада, мада не жели малог! (Милош Милићевић)
- Е, нежења воли миловање жене! (Слободан Стојковић)
- Е, сине, жени се! (Борис Назански)
- Ево, политика кити лопове! (Ранко Скопал)
- Зови аутобус у суботу, а и воз! (Иван Клајн)
- И јогурт ујутру гоји!
- И мизантроп сања спорт на зими! (Зоран Радисављевић)
- И чукунунук учи. (Борис Назански)
- И у барама марабуи.
- Иво, Руси су Руси, сурови!
- Имају Арапи и пара у јами! (Иван Клајн)
- Кажете јад да је тежак? (Милош Милићевић)
- Кево чича је јачи човек.
- Кулинар и ловац Аца воли рани лук. (Владимир Кутеровац)
- Маја са Недом оде на сајам. (Владимир Кутеровац)
- Мома Дина на потезу узе топа Нани дамом. (Владимир Шарић)
- Монарх има меса – попа се мами храном.
- Музика је јак изум! (Борис Назански)
- На корак е-четири тече каро-кан! (Зоран Радисављевић)
- На себе је бесан.
- На тлу седи Азиз, а иде султан.
- Навод зубима мами буздован! (Драгутин Барбалић)
- Не сеју, Саво, овас ујесен!
- Ниси ли ми мили син? (Далибор Дрекић)
- Ови пију мом уји пиво! (Илија Огњановић)
- Ови попили по пиво!
- Ово је мука, куме Јово! (Слободан Стојковић)
- Он вара, наравно! (Мирослав Шантек)
- Он жури, онда говори сирово, гадно и ружно.
- Он: „Зар опада ниво новина?" – „Да, поразно!" (Иван Клајн)
- Они воле бело вино.
- Они те не желе, женетино!
- Очи вади Давичо! (алузија на тешку нарав Оскара Давича)
- Перица реже раци реп.
- Рутав учитељ љети чува тур! (Милош Милићевић)
- Сава зидар гради за вас. (М. Киринчић)
- Сир има мирис. (Д. Херјанић)
- Татица ти чита цитат.
- Те поуке теку опет. (Стјепан Орешић)
- У Риму иду људи у миру.
- У Риму Исуси умиру. (Далибор Дрекић)
- Удовица баци воду.
- Ух, испитују ти психу! (Зоран Радисављевић)

Многи наши писци, песници и комедиографи волели су да се поигравају речима. Још су клесари у средњовековној Босни урезивали у камену вишесмерне текстове који се могу читати помоћу огледала. Палиндроме су код нас писали бројни књижевници и енигмате: Марко Марулић, Гаврило Тројичанин, Христифор Жефаровић, Захарије Орфелин, А. Андрић, Јован Пачић, Јован Суботић, Н. Боројевић, Петар Петровић Његош, Симо Матавуљ, Борислав Пекић, Милорад Павић, Раша Попов, Иван Клајн, Слободан Стојковић, Србољуб Тасић, Зоран Фуруновић, Моша Одаловић, Милосав Славко Пешић, Недељко Бабић, Немања Митровић, Вида Огњеновић, Милица Пилетић, Далибор Дрекић...

## Палиндроми у енигматици
На палиндроме најчешће наилазимо у енигматским часописима, где се понекад називају и „обртаљке“. Форме у којима се јављају су различите, од ребуса, загонетки, палиндромних бројева до различитих врста укрштеница, магичних квадрата и ромбова. Разне врсте палиндромних загонетки писали су, између осталих и Ђуро Кнежевић, Владета Тривунац, Радомир Мићуновић и Зоран Радисављевић.

## Бројевни палиндромни изрази
Палиндром не мора нужно да се састоји од словних ознака, или само од словних ознака, него може да буде састављен и од бројева, симбола, формула, слика итд. Симетрични низови састављени од бројева нпр. могу да означавају:
- Бројевни израз „12321“ може да представља низ: „један, два, три, два, један“, или број „дванаест хиљада триста двадесет и један“;
- Број регистрације возила „321 – 123“, „781 – 44 – 187“, „781 – А - 187“;
- Телефонски број: „337 733“, „011 74 47 110“, „064 82 28 460“...

## Шири смисао дефиниције палиндрома
У најширем смислу, дефиниција палиндрома излази из домена писане речи, обухватајући и поједине појаве у музици и плесу, у позоришној и филмској уметности, науци итд. О палиндромној форми у музици говори се у случају када се поједине ставке музичког дела удвоје толико симетрично да друга половина дела представља обрнуто кретање прве. Палиндромом се назива поставка у којој се плесачи, који су у почетку груписани заједно, поступно шире, а затим се враћају обрнутим редом док се не скупе у првобитни положај. Палиндромом се у сценској уметности називају остварења чија радња, пошто дође до централне тачке, почне да се приказује обрнутим смером дајући делу оштру симетрију. У ликовним уметностима симетрија палиндрома се остварује на различите начине: уз помоћ симетричне фигуре, помоћу одраза, комбиновањем делова слике, симетричним распоредом слова и других знакова, одразом у огледалу.

## Палиндроми у генетици
Смисао палиндрома у контексту генетике је делимично друкчији од оног који се наводи у општим дефиницијама. Наиме, пошто се ДНК обликује од спарених нити нуклеотида, а нуклеотиди се увек спарују на исти начин (Аденин - A, Тимин - T, Цитозин - C, Гванин - G), за ДНК низ се каже да је палиндромни у два одвојена случаја: 
1. ако по редоследу знакова други низ исте секције ДНК спирале представља супротност првом.
2. ако се два различита сегмента двоструке спирале читају исто у супротним смеровима (нпр. AGAACAnnnTGTTCT – TCTTGTnnnACAAGA је глукокортикоидни одзивни елемент; где „n“ представља било који нуклеотид).